# Sugarmill Woods
Sugarmill Woods ist ein census-designated place (CDP)  im Citrus County im US-Bundesstaat Florida. Das U.S. Census Bureau hat bei der Volkszählung 2020 eine Einwohnerzahl von 11.204 ermittelt.

## Geographie
Sugarmill Woods wird von den U.S. Highways 19 und 98 tangiert. Der CDP liegt rund 25 Kilometer südwestlich von Inverness sowie etwa 80 Kilometer nördlich von Tampa.

## Demographische Daten
Laut der Volkszählung 2010 verteilten sich die damaligen 8287 Einwohner auf 4772 Haushalte. Die Bevölkerungsdichte lag bei 121,3 Einw./km². 95,0 % der Bevölkerung bezeichneten sich als Weiße, 1,8 % als Afroamerikaner, 0,2 % als Indianer und 1,4 % als Asian Americans. 0,5 % gaben die Angehörigkeit zu einer anderen Ethnie und 1,1 % zu mehreren Ethnien an. 3,6 % der Bevölkerung bestand aus Hispanics oder Latinos.
Im Jahr 2010 lebten in 12,4 % aller Haushalte Kinder unter 18 Jahren sowie 61,6 % aller Haushalte Personen mit mindestens 65 Jahren. 70,4 % der Haushalte waren Familienhaushalte (bestehend aus verheirateten Paaren mit oder ohne Nachkommen bzw. einem Elternteil mit Nachkomme). Die durchschnittliche Größe eines Haushalts lag bei 2,08 Personen und die durchschnittliche Familiengröße bei 2,41 Personen.
11,7 % der Bevölkerung waren jünger als 20 Jahre, 10,0 % waren 20 bis 39 Jahre alt, 21,6 % waren 40 bis 59 Jahre alt und 56,6 % waren mindestens 60 Jahre alt. Das mittlere Alter betrug 63 Jahre. 48,0 % der Bevölkerung waren männlich und 52,0 % weiblich.
Das durchschnittliche Jahreseinkommen lag bei 41.132 $, dabei lebten 8,1 % der Bevölkerung unter der Armutsgrenze.
Im Jahr 2000 war Englisch die Muttersprache von 97,43 % der Bevölkerung, spanisch sprachen 1,45 % und 1,12 % hatten eine andere Muttersprache.